# Aleksandr Búblik
Aleksandr Stanislávovich Búblik (en ruso: Александр Станиславович Бублик; Gátchina, Leningrado, Rusia, 17 de junio de 1997) es un jugador de tenis kazajo. Profesional desde 2016, Búblik ganó su primer título ATP en el Torneo de Montpellier 2022 ante Alexander Zverev. También ha alcanzado otras seis finales en la categoría a nivel individual. En dobles su mejor desempeño lo obtuvo en Roland Garros, donde llegó a la final en 2021 junto a su compatriota Andréi Gólubev.

## Carrera
Búblik empezó a jugar al tenis a la edad de cuatro años y fue entrenado por su padre Stanislav Bublik hasta 2019. Debutó en el cuadro principal de un torneo ATP en el Torneo de San Petersburgo 2016, donde recibió una invitación para el cuadro principal en individuales y dobles. Ese mismo año anunció su intención de representar a Kazajistán.
En 2020 el jugador reconoció odiar el tenis y que solo lo jugaba para ganar dinero. En 2022, obtuvo su primer título ATP en Montpellier tras vencer en la final a Alexander Zverev por 6-4, 6-3.

## Torneos de Grand Slam

### Dobles

#### Finalista (1)
| Año  | Torneo        | Pareja         | Oponentes en la final               | Resultado        |
| 2021 | Roland Garros | Andrey Golubev | Pierre-Hugues Herbert Nicolas Mahut | 6-4, 6-7(1), 4-6 |

## Títulos ATP (7; 7+0)

### Individual (7)
| Leyenda                   |
| Grand Slam (0)            |
| ATP World Tour Finals (0) |
| ATP Masters 1000 (0)      |
| ATP World Tour 500 (2)    |
| ATP World Tour 250 (5)    |

| N.º | Fecha                 | Torneo          | Superficie    | Oponente en la final  | Resultado     |
| --- | --------------------- | --------------- | ------------- | --------------------- | ------------- |
| 1.  | 6 de febrero de 2022  | Montpellier     | Dura (i)      | Alexander Zverev      | 6-4, 6-3      |
| 2.  | 25 de junio de 2023   | Halle           | Hierba        | Andrey Rublev         | 6-3, 3-6, 6-3 |
| 3.  | 22 de octubre de 2023 | Amberes         | Dura (i)      | Arthur Fils           | 6-4, 6-4      |
| 4.  | 4 de febrero de 2024  | Montpellier (2) | Dura (i)      | Borna Ćorić           | 5-7, 6-2, 6-3 |
| 5.  | 22 de junio de 2025   | Halle (2)       | Hierba        | Daniil Medvédev       | 6-3, 7-6(4)   |
| 6.  | 20 de julio de 2025   | Gstaad          | Tierra batida | Juan Manuel Cerúndolo | 6-4, 4-6, 6-3 |
| 7.  | 26 de julio de 2025   | Kitzbühel       | Tierra batida | Arthur Cazaux         | 6-4, 6-3      |

#### Finalista (7)
| N.º | Fecha                    | Torneo   | Superficie | Oponente en la final | Resultado           |
| --- | ------------------------ | -------- | ---------- | -------------------- | ------------------- |
| 1.  | 21 de julio de 2019      | Newport  | Hierba     | John Isner           | 6-7(2), 3-6         |
| 2.  | 29 de septiembre de 2019 | Chengdú  | Dura       | Pablo Carreño        | 7-6(5), 4-6, 6-7(3) |
| 3.  | 13 de enero de 2021      | Antalya  | Dura       | Álex de Miñaur       | 0-2, ret.           |
| 4.  | 28 de febrero de 2021    | Singapur | Dura (i)   | Alexei Popyrin       | 6-4, 0-6, 2-6       |
| 5.  | 17 de julio de 2022      | Newport  | Hierba     | Maxime Cressy        | 6-2, 3-6, 6-7(3)    |
| 6.  | 25 de septiembre de 2022 | Metz     | Dura (i)   | Lorenzo Sonego       | 6-7(3), 2-6         |
| 7.  | 2 de marzo de 2024       | Dubái    | Dura       | Ugo Humbert          | 4-6, 3-6            |

### Dobles (0)
| Leyenda                         |
| Grand Slam (0)                  |
| ATP Wourld Tour Finals (0)      |
| ATP Masters 1000 World Tour (0) |
| ATP World Tour 500 (0)          |
| ATP World Tour 250 (0)          |

#### Finalista (1)
| N.º | Fecha               | Torneo        | Superficie    | Pareja         | Oponentes en la final               | Resultado        |
| --- | ------------------- | ------------- | ------------- | -------------- | ----------------------------------- | ---------------- |
| 1.  | 12 de junio de 2021 | Roland Garros | Tierra batida | Andrey Golubev | Pierre-Hugues Herbert Nicolas Mahut | 6-4, 6-7(1), 4-6 |

## Títulos ATP Challenger (7; 7+0)

### Individuales (7)
| N.° | Fecha      | Torneo                   | Superficie    | Oponente en la final | Resultado     |
| --- | ---------- | ------------------------ | ------------- | -------------------- | ------------- |
| 1.  | 25.02.2017 | Challenger de Morelos    | Dura          | Nicolás Jarry        | 7-6(5), 6-4   |
| 2.  | 13.08.2017 | Challenger de Aptos      | Dura          | Liam Broady          | 6-2, 6-3      |
| 3.  | 11.11.2018 | Challenger de Bratislava | Dura (i)      | Lukáš Rosol          | 6-4, 6-4      |
| 4.  | 10.02.2019 | Challenger de Budapest   | Dura (i)      | Roberto Marcora      | 6-0, 6-3      |
| 5.  | 03.03.2019 | Challenger de Pau        | Dura (i)      | Norbert Gombos       | 5-7, 6-3, 6-3 |
| 6.  | 07.04.2019 | Challenger de Monterrey  | Dura          | Emilio Gómez         | 6-3, 6-2      |
| 7.  | 18.5.2025  | Challenger de Turín      | Tierra batida | Bu Yunchaokete       | 6-3, 6-3      |

## Récord contra top 10
- Roland Garros 2020 gana a Monfils (9)
- Antalya 2021 derrota a Berrettini (10)
- Rotterdam 2021 derrota a Zverev (7)
- Montpellier 2022 derrota a Zverev (3)
- Roland Garros 2025 derrota a Draper (5)
- Halle 2025 derrota a Sinner (1)